# Kingswood (South Gloucestershire)
Kingswood è un comune e parrocchia civile dell'Inghilterra, appartenente alla contea del Gloucestershire e situato nel distretto del South Gloucestershire.